# Theope excelsa
Theope excelsa är en fjärilsart som beskrevs av Bates 1868. Theope excelsa ingår i släktet Theope och familjen Riodinidae. Inga underarter finns listade i Catalogue of Life.